# Château de Cherbourg
Le château de Cherbourg est un ancien château fort, fondé probablement au Xe siècle et cité en 1026, qui se dressait à Cherbourg, aujourd'hui Cherbourg-en-Cotentin dans le département de la Manche, en Normandie.

## Toponymie
Le nom du château est attesté sous les formes latinisée : Carusburg ou Carusburc en 1026 ; Chiersburg (le « château des marais ») vers 1070 ; Kiares buhr en 1091 ; Chieresborc au XIIe siècle.

## Localisation
Le château de Cherbourg, avec sa position encaissée en fond d'estuaire, était situé au nord-est de la ville médiévale, dont il occupait environ un tiers de sa superficie. Son assiette correspond globalement à la zone comprise entre les rues des Fossés, du Château, du Maréchal-Foch et le quai de Caligny, placées à la limite de la contrescarpe de la douve.

## Historique
Le site est occupé depuis l'Antiquité. Cherbourg, succédant à la cité antique de Coriallo, est alors centré sur son castrum gallo-romain du Bas-Empire, d'après des fouilles menées en 1970 par Jacqueline Pilet-Lemière. Ce dernier servit partiellement d'assises à la forteresse médiévale. Ceci fut confirmé par de nouvelles fouilles en 1977-1978 qui ont permis de mettre en lien le castrum avec les fortifications du Litus Saxonicum,.
Pendant l'époque franque, c'est-à-dire pendant tout le Haut Moyen Âge, il est probablement un centre de pouvoir de la presqu'île du Cotentin. Au VIIe siècle, c'est un centre d’émission monétaire. Au VIIIe siècle, dans la chronique de Fontenelle, il est désigné comme le chef-lieu du pagus Coriovallensi et probable lieu de résidence du comte Richwin. Des sondages archéologiques ont montré que la fortification, aux époques mérovingiennes et carolingiennes, avait abrité une nécropole d'une certaine importance.
Vers 1026-1027, Richard III de Normandie concède en douaire à sa fiancée la duchesse Adèle plusieurs propriétés dont la forteresse de Cherbourg (Carusburc), ainsi que celle du Homme (Holmus) et de Brix (Brusco), « Concedo etiam castella que ibi habentur, videlicet Carusburg cum eo quod dicitur Holmus, et eo quod dicitur Brusco, cum iis que ad hec aspicere videntur… ».
Entre 1063 et 1066, le duc de Normandie Guillaume, installe trois chanoines de l'église de l'île d'Aurigny pour le service religieux de la chapelle ducale Notre-Dame du château de Cherbourg,, avec des prébendes.
Henri Ier Beauclerc dote la fortification d'une nouvelle enceinte, qui sera achevée vers 1140. En 1143, les soldats de Geoffroy Plantagenêt viennent mettre le siège devant le château possession d'Étienne de Blois et, comme le narre Jean de Marmoutier, les assaillants furent surpris par le nombre de tours dressées sur la courtine faisant que l'intervalle entre-elles n'excédaient pas la longueur d'une lance, mais ce qui n'empêcha pas la place d'être prise. Le château sert de résidence ducale notamment sous le règne d'Henri II Plantagenêt (1133-1189).
En 1158, un semblant de réconciliation, entre Henri II Plantagenêt et le roi de France Louis VII le Jeune, se concrétise par un pèlerinage au mont Saint-Michel, et le mariage du fils fils aîné d'Henri II, Henri le Jeune, avec Marguerite de France. Le couple royal passa les fêtes de Noël au château de Cherbourg. Henri II et son épouse en 1170 passent un nouveau Noël à Cherbourg. Le 4 décembre 1199, Jean sans Terre, succédant à son frère Richard Cœur de Lion (mort le 6 avril 1199), loge au château pour y recevoir l'hommage des barons du Cotentin. Il y séjourne du 18 au 20 février 1200 avant d'embarquer le 27 vers Angleterre.
En 1204, à la suite de l'annexion de la Normandie au domaine royal, Philippe Auguste entre dans la ville. Il y est accueilli avec des ovations, et octroie aux habitants de nombreux privilèges en plus des anciens. En 1284, les Anglais font une descente sur Cherbourg. Le château résiste, mais l'abbaye et la ville sont ravagées et brûlées. Il en est de même lors du siège de 1295, où le château sert de refuge aux habitants.
Vers 1300, Philippe le Bel établit une nouvelle enceinte urbaine, qui résista aux Anglais en 1314 et à Édouard III en 1346 au début de la guerre de Cent Ans. Les troupes d'Édouard ravagent alors les faubourgs et l'abbaye du Vœu. En 1347, le roi de France fera encore renforcer le château et les remparts. En 1354, Charles le Mauvais, qui a reçu la ville par échange à la suite du traité de Mantes, remplace l'ancien château par un nouveau ce qui fera dire à Froissart (v. 1337-v. 1410) que le château est l'un « des plus forts châteaux de tout le monde est bien conforté de la mer de toutes parts », et Monstrelet (v. 1400-1453) que la ville et le château étaient les plus fortes places de Normandie.

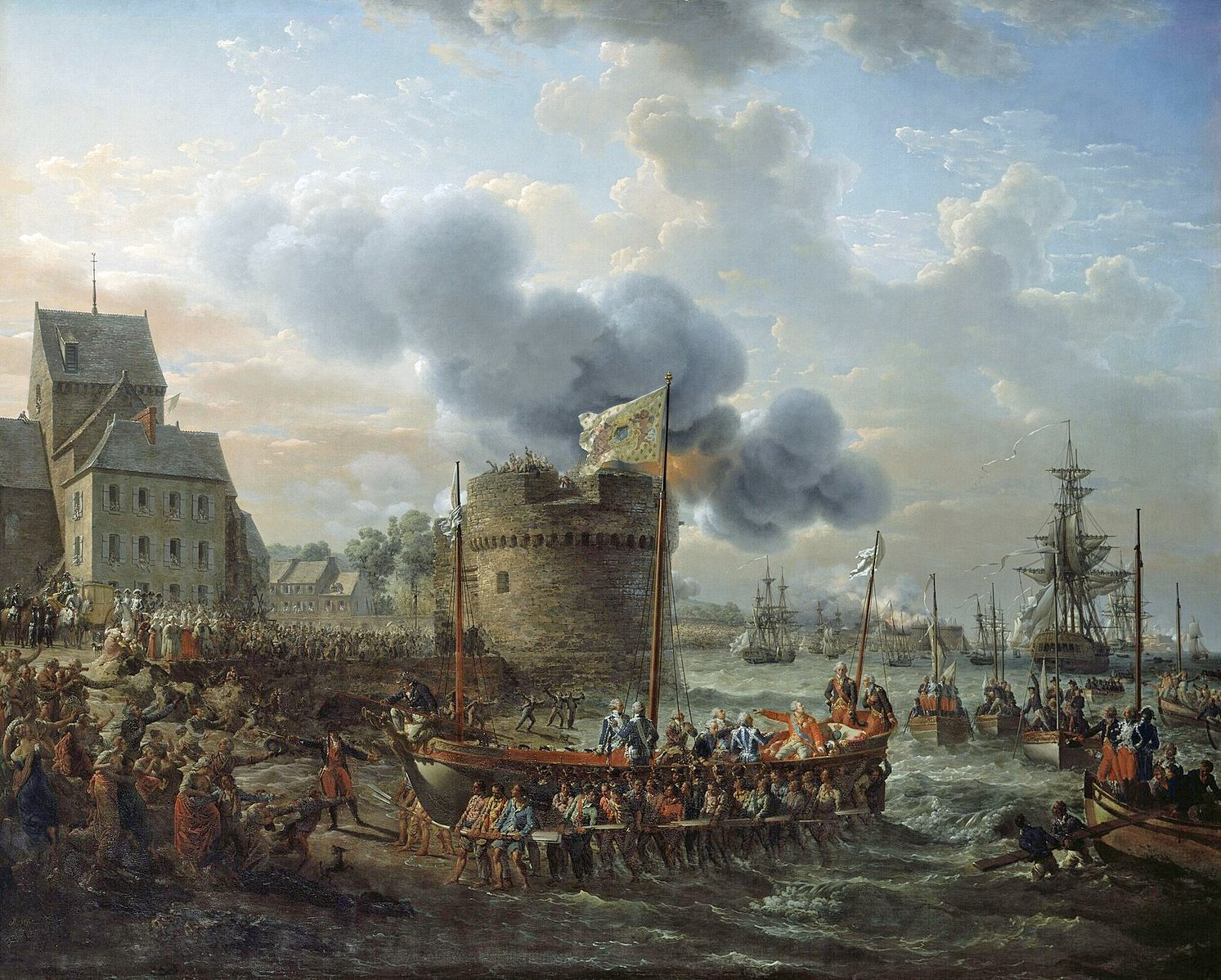
Tour de l'Église, vestiges des anciens remparts au moment du voyage de en 1786, huile sur toile de Louis-Philippe Crépin, 1817, conservé au château de Versailles.

En 1354, la place est la possession du roi de Navarre, Charles le Mauvais, gendre du roi de France Jean II le Bon qui lui a cédé le Cotentin. Charles II de Navarre renforce les défenses de la ville et construit un nouveau château. En 1370, le château qui est la plus puissante citadelle du Navarrais a une garnison relativement faible et ne compte que trois hommes d'armes et quarante-cinq servants. Le roi de Navarre le cède aux Anglais, et en 1378, le nombre de défenseurs anglais est porté à 600 contre du Guesclin qui assiège sans succès la cité et le château, malgré un blocus par mer et par terre. Son frère cadet, Olivier du Guesclin, sera fait prisonnier devant Cherbourg et passera de nombreuses années en prison.
Charles V, décide alors d'affamer la place en l'isolant de toutes sources de ravitaillement, en optant pour une politique de la terre brûlée, et ordonne l'évacuation totale du nord de la presqu'île de tous ses habitants « tous les gens du pays vidassent et s'en allassent dehors afin que les Anglais n'eussent d'eux aucune sustentation ou confort ». Cet épisode connu comme le grand vuidement du Cotentin a été narré au cours du XVe siècle par Robert Blondel, un chroniqueur de Ravenoville : 

« Pour vaincre Cherbourg par la faim, un décret royal ordonna de chasser tous les habitants et de laisser la terre inculte. Et il fut crié publiquement et commandé que tous vidassent et allassent hors du pays du Cotentin sans ce que aucun demeurast sur le pays plat ou habitast en aucune manière. »

 Le siège est finalement levé en décembre 1378. Par la suite, les Anglais restituent la place contre argent à Charles III de Navarre, qui lui même toujours contre argent la restitue au roi de France en 1404. En 1418, les Anglais, après un énième débarquement, soumettent à nouveau Cherbourg, à la suite d'un long siège. La place se rendant le 29 novembre 1418.

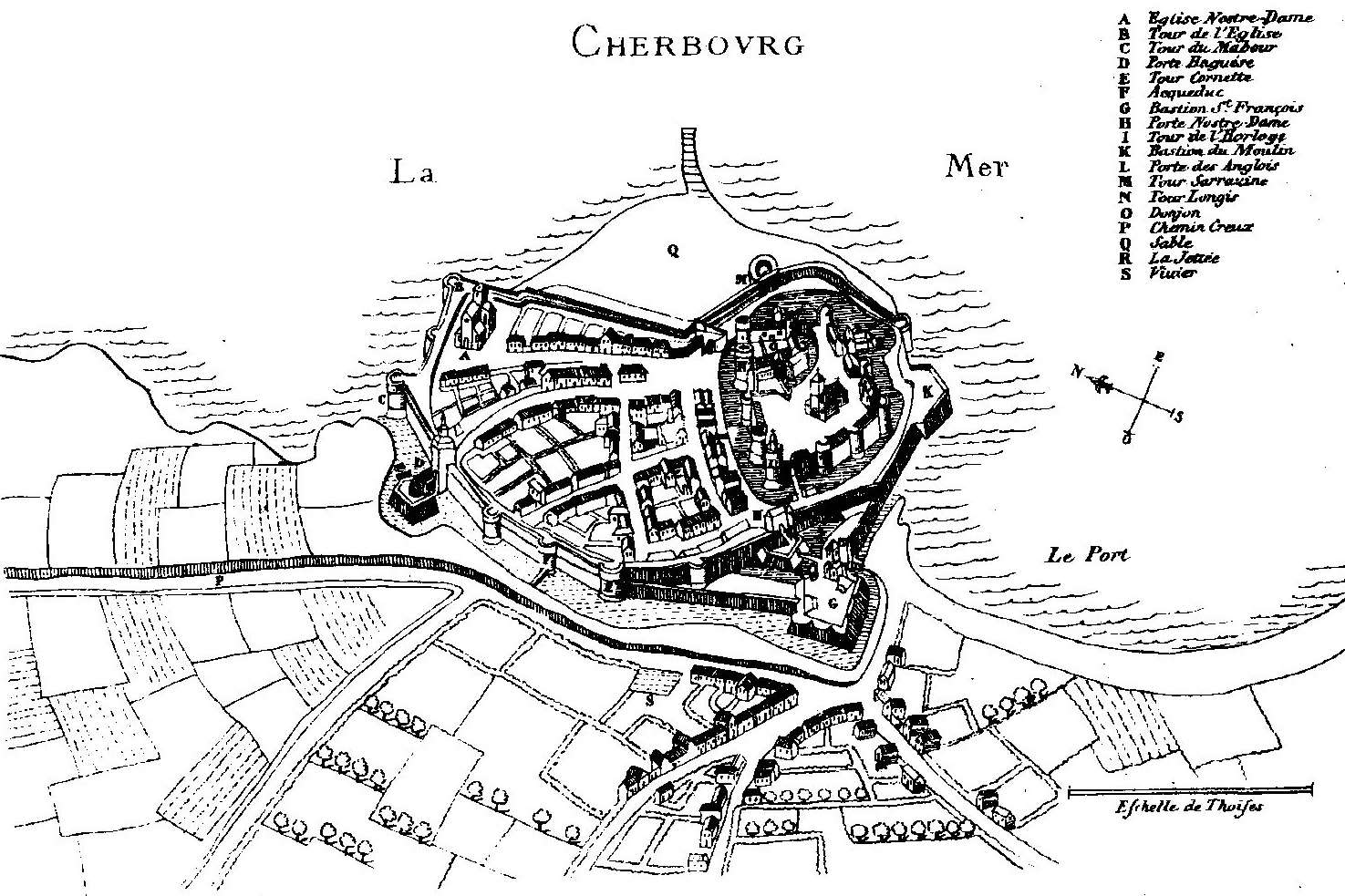
Plan de Cherbourg au XVIe siècle.

La place de Cherbourg sera la dernière possession anglaise du duché de Normandie et capitulera sans conditions le mercredi 12 août 1450, après que le roi de France ait négocié avec le capitaine de la place, celle-ci ayant résisté un mois au pilonnage des bombardes françaises. Les fortifications sont réparées et du côté de la grève on érige une tour à trois batteries dotées de dix-sept pièces de canons,. Pendant les guerres de Religion la place résiste aux assauts des ligueurs et des protestants.
Ancienne forteresse royale, le château est rasé en 1688 par Louvois, sur ordre de Louis XIV, et au XVIIIe siècle, il est enfermé dans une enceinte bastionnée construite par Vauban.
La tour de l'Église, dernier vestige de la forteresse fut détruite en 1850 au moment de la construction du quai Napoléon.

## Description
Le château fut probablement reconstruit dans la deuxième moitié du XIIe siècle, car le moine de Marmoutier dit, avant 1186 : « Là, il construisit un château qu'il ceignit de murs d'une grande force ; le rempart dans toute sa circonférence, fut garni de tours tellement multipliées que de l'une à l'autre, il y avait à peine la pique d'un soldat ».
Selon des plans anciens, notamment le plan de Gomboust établi sous Louis XIII, le château de Cherbourg se présentait sous la forme d'un réduit défensif, situé au sud, entouré par une douzaine de tours, ceint de fossés et abritant des logements pour la garnison, avec une porte, la porte des Anglais. L'ensemble formant un quadrilatère irrégulier dont les diagonales mesuraient respectivement 136 mètres et 117 mètres.
Le donjon de plan quadrangulaire de 55 × 15 mètres, rattaché à l'enceinte, occupant la partie nord de ce réduit, face à la mer, épaulé de quatre tours d'angles rondes, avait son propre fossé en eau. Le reste de l'enceinte (la basse-cour) était flanquée par neuf autres tours rondes espacées seulement de dix à douze mètres. À l'occasion d'un chantier en 1977, l'arase de deux tours, la tour de l'Horloge et la tour Longis, les plus à l'ouest, entre les débouchés sud des rues des Fossés et Notre-Dame, avec de chaque côté un bout de courtine, fut mis au jour laissant voir leurs petits appareils de blocs allongés. Quant à l'enceinte de la ville elle était flanquée d'une dizaine de tours plus basses et de bastions surplombant un large fossé.
Jusqu'au XIe siècle, il y avait dans la cour du château une chapelle dédiée à Notre-Dame, avant que Guillaume le Conquérant décide d'ériger au nord-ouest du château une nouvelle église, la Trinité.
En 1686, quand Vauban vient à Cherbourg pour visiter les défenses côtières, il décrit la place ainsi : « Dans le château on prétend qu'il y avait des rues et des maisons dans la cour, mais il n'y a plus rien présentement… Joignant les murailles, quelques vieilles casernes, à un étage seulement, dont partie est tombée, l'autre, prêtre à tomber… Le plus bel endroit de ces adossements est où loge le gouverneur, mais les uns autres ne subsistent qu'à force d'étançons… ». Le donjon est en ruine.

## Liste des gouverneurs ou capitaines
Liste non exhaustive.
- (ap. 1154) : Osbert de La Heuze, sous Henri II Plantagenêt, gouverneur, puis grand bailli de Cotentin[10],
- (…1354…) : Nicolas de Chiffrevast, sous Jean II le Bon[30].
- (…1400…) : Jean de La Haye-dit-Picquet, général des finances en Normandie[31],[note 7].
- (…1410…) : Guillaume de Campserveur († 1464)[32],[33].
- (XVe siècle) : Guillaume du Fou[34].
- (1660-1696) : Hervé II Le Berseur (1641-1696), nommé par Louis XIV[35].
- (1696…) : Henry Le Berseur (1677-1762), fils du précédent, nommé à la mort de son père[35].